# ISO 3103
ISO 3103 es un estándar publicado por la International Organization for Standardization (comúnmente denominada ISO), que presenta un método estandarizado para preparar el té, el cual puede haber sido muestreado mediante los métodos descritos en el estándar ISO 1839. El estándar original fue publicado por la British Standards Institution en 1980 con el nombre de BS 6008:1980. Fue producido por el Comité Técnico ISO 34 (Alimentos), Sub-Comité 8 (Té).
El resumen indica lo siguiente:
El método consiste en extraer las substancias solubles de las hojas de té secas contenidas en un recipiente de porcelana o cerámica mediante agua recién hervida, vertiendo el líquido así obtenido en un tazón de porcelana blanca o cerámica, y examinando las propiedades organolépticas de la infusión, la cual puede o no contener leche.
No es el objetivo de este estándar definir el método correcto para preparar té, sino definir un procedimiento de preparación de té que permita realizar comparaciones sensoriales entre distintos tés. Un ejemplo de este tipo de ensayo es una prueba de sabor para establecer qué mezclas de té de una marca en particular deben ser utilizadas para mantener una bebida de sabor uniforme y homogéneo entre una cosecha y la siguiente.
Se está desarrollando un estándar revisado. Dicho estándar lleva el nombre de ISO/DIS 3103.
El BS6008:1980 ganó en 1999 el Premio Ig Nobel de Literatura.

## Detalles
A los efectos de asegurar resultados consistentes, el estándar establece los siguientes pasos y requisitos:
- La tetera debe ser de porcelana blanca o cerámica vidriada y contar con un borde parcialmente cerrado. Debe contar con una tapa que calce con holgura.
- Si se utiliza una tetera grande, su capacidad no debe exceder 310 ml (±8 ml) y su peso debe ser 200 g (±10 g).
- Si se utiliza una tetera pequeña, su capacidad debe ser de 150 ml (±4 ml) y su peso debe ser 118 g (±10 g).
- En la tetera se deben colocar 2 gramos de té (medido con una precisión de ±2% ) por cada 100 ml de agua hirviendo.
- Se vierte en la tetera agua recién hervida hasta una distancia de 4 a 6 mm del borde.
- El agua debe ser similar al agua potable de la zona en que se consumirá el té.
- El tiempo de preparación debe ser de seis minutos.
- El té preparado es luego servido en un tazón de porcelana blanca o de cerámica vidriada.
- Si se utiliza un tazón grande, debe tener una capacidad de 380 ml y un peso de 200 g (±20 g)
- Si se utiliza un tazón pequeño, debe tener una capacidad de 200 ml y un peso de 105 g (±20 g)
- Si se utiliza leche en la prueba, la misma puede ser agregada antes o después de servir el té en infusión.
- Si se agrega leche después de servir el té, se puede degustar mejor el sabor cuando el líquido se encuentra a 65 - 80 °C.
- Se deben utilizar 5 ml de leche para el tazón grande, o 2.5 ml para el tazón pequeño.

## Críticas
Se ha criticado este estándar por omitir toda mención a la posibilidad de precalentar la tetera. El único país miembro de la ISO que ha puesto objeciones al estándar ha sido Irlanda.

## Estándares similares
En el 2003, la Royal Society of Chemistry publicó una nota informativa titulada "Cómo preparar una perfecta taza de té".